# Dmitrij Gorin
Dmitrij Valentinovič Gorin (in russo Дмитрий Валентинович Горин?; Mosca, 9 maggio 1972) è un ex giocatore di calcio a 5 russo, campione europeo con la nazionale russa nel 1999.

## Carriera
Con la nazionale russa ha disputato il FIFA Futsal World Championship 1996 in cui i russi hanno colto un prestigioso terzo posto. Tre anni dopo ha partecipato con la squadra russa allo UEFA Futsal Championship 1999 in Spagna, battendo in finale i padroni di casa ai tiri di rigore.

## Palmarès
- Campionato d'Europa: 1
Russia: 1999